# François-Hubert Receveur de Livremont
Pour les articles homonymes, voir Receveur.
François-Hubert Receveur de Livremont (né en 1724 et décédé le 25 juin 1792) est un militaire et inspecteur de police de Paris, capitaine d'Invalides et chevalier de l'Ordre Royal et Militaire de Saint-Louis. Ce fils d'un loueur de carrosses parisien intègre en 1741 le régiment du Roi-Infanterie. Il y sert cinq ans dont deux comme grenadier. Il participe à quatre campagnes militaires et se trouve aux Invalides après avoir été grièvement blessé. En 1746, il entre en qualité de dragon dans le régiment d'Harcourt et ce jusqu'en 1752. De nouvelles blessures le portent aux Invalides où il est reçu officier. On lui confie dès lors des opérations de police militaires. En 1757, il est reçu dans la connétablie comme brigadier et missionné pour la capture d'émissaires ennemis en Hollande.
En 1763, Receveur est nommé syndic comptable et syndic-contrôleur des inspecteurs de police de Paris, pensionnaire du roi. Il travaille dans les rues de la capitale sous les ordres de Sartine qui l'estime et lui prête de l'intelligence pour les affaires complexes. Ainsi, il se voit confier des missions délicates de police, de surveillance ou d'espionnage. En 1767, Choiseul lui confie la surveillance du personnel diplomatique en représentation en France. Deux ans plus tard, le prince de Condé le fait venir pour découvrir les “Grecs”  - tricheurs professionnels - qui sévissent à ses tables.
Envoyé par Sartine à Londres en 1774 pour supprimer le libelle de Charles Théveneau de Morande contre Madame du Barry et réduire au silence le pamphlétaire, il est accompagné de Beaumarchais. Il est missionné à Brest en 1776 pour y établir une police plus efficace. En 1779, il est envoyé à Dunkerque pour contre espionner les Anglais et les « personnes suspectes » qui y séjournent. Le Secrétaire d'État aux Affaires étrangères le charge de nouveau en 1782 de se rendre à La Haye puis à Londres pour faire cesser la composition des libelles diffamatoires dont les réfugiés français menaçaient la Cour et les grandes familles. Il est assisté alors par le comte de Moustier et l'ancien libelliste Morande.
Il est pensionnaire du roi jusqu'en 1789.

## Sources
- Le Livre rouge, ou Liste des pensions secrettes sur le trésor public, Paris, 1790.
- Brossais Du Perray, Remarques historiques sur la Bastille, Londres, 1783.
- Charpentier, La Bastille dévoilée, 1789.
- Anne-Gédéon La Fite de Pellepore, Le Diable dans un bénitier, 1782